# لوکا گیرینگلی
لوکا گیرینگلی(به ایتالیایی: Luca Ghiringhelli) (زاده ۲۳ ژانویه ۱۹۹۲ در پاویا)، فوتبالیست ایتالیایی است.